# Estadilla
Estadilla ist eine nordspanische Gemeinde (municipio) mit 822 Einwohnern (Stand: 2024) im Westen der Provinz Huesca in der Autonomen Region Aragonien.

## Lage und Klima
Estadilla liegt etwas südlich der Sierra de la Carrodilla etwa 15 Kilometer (Fahrtstrecke) östlich der Provinzhauptstadt Huesca in einer durchschnittlichen Höhe von etwa 450 m. Das Klima ist warm und gemäßigt (die Winter sind relativ kalt, die Sommer heiß); Regen (ca. 600 mm/Jahr) fällt übers Jahr verteilt.

## Bevölkerungsentwicklung
| 1900 | 1910 | 1920 | 1930 | 1940 | 1950 | 1960 | 1970 | 1981 | 1991 | 2001 | 2011 | 2020 |
| ---- | ---- | ---- | ---- | ---- | ---- | ---- | ---- | ---- | ---- | ---- | ---- | ---- |
| 1752 | 1668 | 1548 | 1489 | 1560 | 1478 | 1403 | 1160 | 1126 | 1003 | 912  | 853  | 796  |

## Geschichte
Ursprünglich handelte es sich um eine Wechselstation in der Antike. Das Dorf selbst ist spätmittelalterlich geprägt.

## Wirtschaft
Vorherrschend sind Ackerbau (mit künstlicher Bewässerung) und Viehzucht.

## Sehenswürdigkeiten

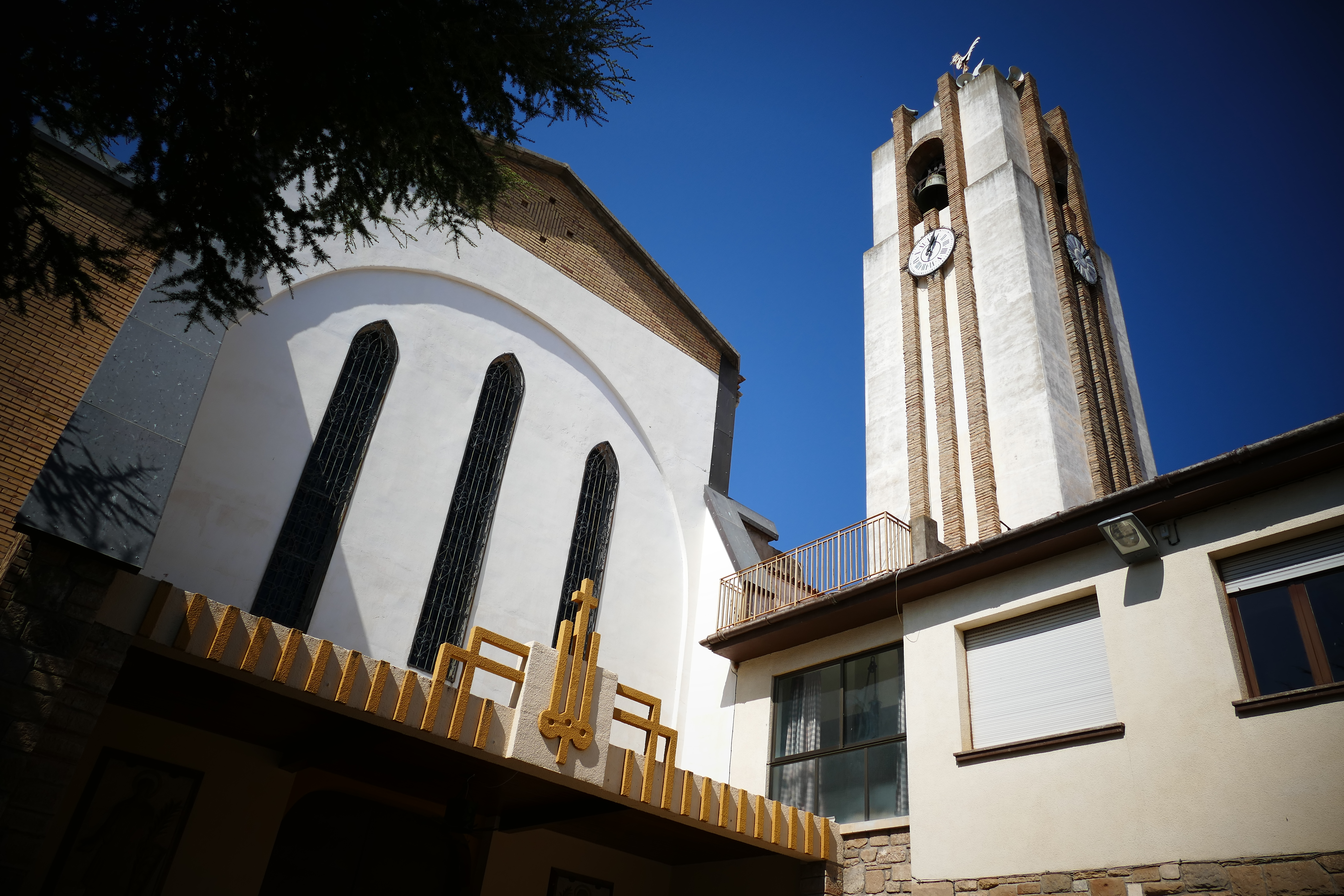
Stephanuskirche
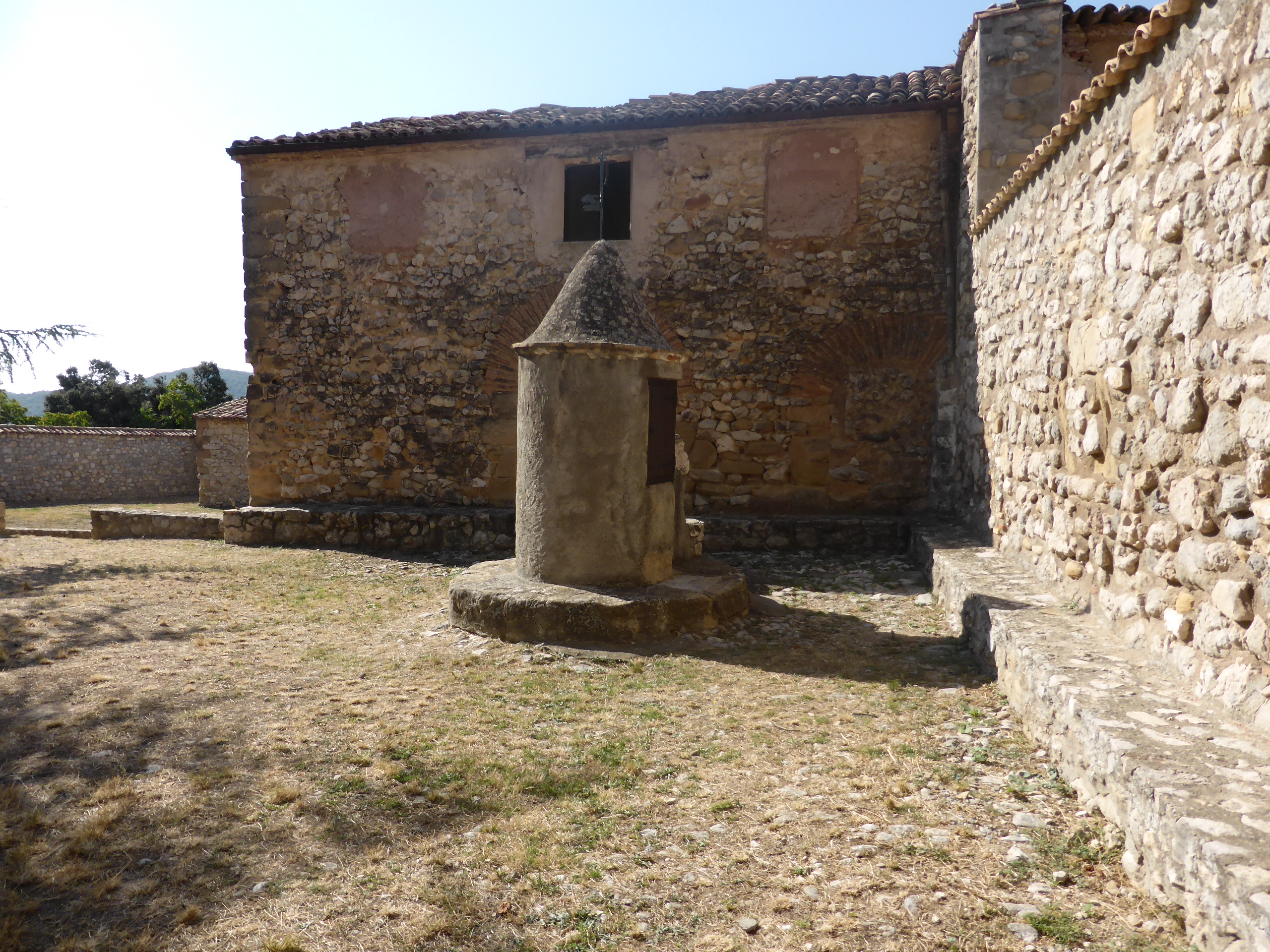
Heiligtum Nuestra Señora de la Carrodilla
- Mehrere Herrenhäuser

- Stephanuskirche
- Heiligtum Nuestra Señora de la Carrodilla

## Gemeindepartnerschaften
Mit der französischen Gemeinde Mauzac im Département Haute-Garonne besteht eine Partnerschaft.

## Persönlichkeiten
- Manuel Abad y Lasierra (1729–1806), Benediktiner, Bischof von Ibiza (1783–1787) und Astorga (1787–1791)
- Íñigo Abbad y Lasierra (1743/45–1813), Benediktiner, Bischof von Barbastro (1790–1813), Historiker